# Хаас, Георг Фридрих
Георг Фридрих Хаас (нем. Georg Friedrich Haas; 16 августа 1953, Грац) — австрийский композитор.

## Образование и карьера
Георг Фридрих Хаас вырос в коммуне Чаггунс, в федеральной земле Форарльберг. Изучал композицию под руководством Гёсты Нойвирта и Ивана Эрёда, а также фортепьяно у Дорис Вульф в Академии музыки и театра в Граце. Начиная с 1978 года работал там же в качестве инструктора. С 1989 года, в должности доцента, преподавал контрапункт, современную композиторскую технику, анализ и введение в микротональую музыку. Основал в Граце композиторский коллектив Die andere Seite.
Хаас закончил два года аспирантуры в Высшей школе музыки в Вене под руководством Фридриха Церхи, принимал участие в Международных летних курсах новой музыки (в 1980, 1988 и 1990 годах) и в курсах компьютерной музыки в IRCAM (в 1991). Он получил премию на Зальцбургском фестивале (1992-93), был награждён премией Сандоз (1992) и получил музыкальный грант от Национального министерства науки, исследований и культуры (1995). С 2013 года профессор в Колумбийском университете, Нью-Йорк.

## Эстетика и работа
Стиль Хааса имеет сходства со Дьёрдем Лигети в части использования микрополифонии, микроинтервалов и использовании серий обертонов; часто его характеризуют как одного из виднейших представителей спектральной музыки[кто?]. Эстетика его музыки основана на идее о том, что музыка способна «сформулировать эмоции человеческого существа и состояния души таким образом, что другие человеческие существа могут принять эти эмоции и состояния души, как свои собственные». Таким образом, Хаас дезавуировал интеллектуализм некоторых течений модернистского музыкального авангарда (например, сериализма и деконструктивизма). Во многих произведениях Хааса мрачная эмоциональная атмосфера.